# هورنسی، لندن بزرگ
longitudeهورنسی، لندن بزرگlatitudeهورنسی، لندن بزرگ
هورنسی، لندن بزرگ (به انگلیسی: Hornsey) یک شهرک در بریتانیا است که در انگلستان واقع شده‌است.